# Sebastian Hertner
Sebastian Hertner (Leonberg, Alemania, 2 de mayo de 1991) es un futbolista alemán. Juega como defensa y su equipo actual es el FC Erzgebirge Aue de la 3. Liga de Alemania.

## Trayectoria
Hertner llegó en 2005 a las categorías inferiores del VfB Stuttgart, proveniente del KSG Gerlingen. En 2008 lo ascendieron al filial del VfB Stuttgart.
Sebastian Hertner hizo su debut con el primer equipo el 8 de agosto de 2009 en la tercera jornada de la temporada 2009/10 contra el SV Borussia Wuppertal.

## Selección nacional
Ha sido internacional con las selecciones nacionales de Alemania sub-18 y sub-19.

## Clubes
| Club              | País     | Temporada     |
| ----------------- | -------- | ------------- |
| VfB Stuttgart II  | Alemania | 2009-2012     |
| FC Schalke 04 II  | Alemania | 2012-2013     |
| TSV 1860 Múnich   | Alemania | 2013-2014     |
| FC Erzgebirge Aue | Alemania | 2014          |
| TSV 1860 Múnich   | Alemania | 2014-2015     |
| FC Erzgebirge Aue | Alemania | 2015-Presente |